# Banff Centre for Arts and Creativity
Banff Centre for Arts and Creativity, voorheen bekend als The Banff Centre (en daarvoorThe Banff Centre for Continuing Education), gevestigd in Banff, Alberta, werd in 1933 opgericht als de Banff School of Drama. Het kreeg volledige autonomie als een post-secundaire onderwijsinstelling zonder diploma in 1978, en is gelieerd aan de Universiteit van Calgary. Het biedt kunstprogramma's in de podiumkunsten en schone kunsten, evenals leiderschapstrainingen.
Op 23 juni 2016 kondigde Banff Centre een nieuwe naam aan: Banff Centre for Arts and Creativity.

## Geschiedenis
Het Banff Centre werd in 1933 opgericht door de Universiteit van Alberta met een subsidie van de in de VS gevestigde Carnegie Foundation. Aanvankelijk werden alleen toneelcursussen aangeboden. In 1935 werd het centrum bekend als 'The Banff School of Fine Arts'. Terwijl de ontwikkeling van de kunstprogrammering succesvol verliep, werden conferenties geïntroduceerd in 1953 en managementprogramma's in 1954. De faciliteit werd omgedoopt tot 'The Banff Centre for Continuing Education' (afgekort 'Banff Centre') in 1970. Het centrum kreeg volledige autonomie als een niet- diploma toekennen van een onderwijsinstelling onder het bestuur van een raad van bestuur door de provincie Alberta in 1978.
Het Banff Centre is nu aangesloten bij de Universiteit van Calgary, die in 1966 de trustee en een belangrijke studentfeeder werd.
Halverwege de jaren negentig lanceerde het Banff Centre, als reactie op een verlaging van de provinciale exploitatiesubsidie, een kapitaalcampagne (The Creative Edge). De opbrengst werd gebruikt om conferentie- en kunstfaciliteiten te ontwikkelen, die in 1996 werden geopend. Het centrum werd in 1999 door de federale overheid aangewezen als een nationaal opleidingsinstituut en werd in 2003 de thuisbasis van het 'Banff International Research Station'. De naam van het Banff Centre werd officieel gewijzigd in "The Banff Centre" in 2008 en aan het "Banff Centre for Arts and Creativity" in 2016.

## Opleidingen
De programma's van het Banff Centre omvatten residenties, workshops, practicum-programma's, de Leighton Artists 'Studios (een kunstenaarsretraite) en het multidisciplinaire Banff Summer Arts Festival.
- Creative Residencies Artist in residence-programma's
- Thematische residenties
- Banff Artist in Residence-programma's
- Film en media
- Beeldende Kunsten
- Theaterkunsten
- Muziek en geluid
- Literaire kunsten
- Inheemse kunsten
- Leighton Artists 'Studios
- Leiderschapsontwikkeling

## Faciliteiten
De faciliteiten van het Banff Centre bieden middelen om kunstenaars van alle disciplines te ondersteunen. Faciliteiten omvatten de schrijverslounge, de bibliotheek en archieven. De Leighton Artists' Studios heeft negen studiohuisjes.
Het Banff Centre beheert ook de Walter Phillips Gallery, een museum voor moderne kunst. Naast de kunstprogrammering werden in 1953 conferenties geïntroduceerd en in 1954 managementprogramma's. Banff Centre organiseert 500 conferenties per jaar, waarvan de opbrengst wordt besteed aan de ondersteuning van kunstprogrammering. In 2003 werd het de gastheer voor het Banff International Research Station for Mathematical Innovation and Discovery.